# Krystsina Tsimanouskaya
Krystsina Siarheyeuna Tsimanouskaya hoặc Kristina Sergeyevna Timanovskaya (tiếng Belarus: Крысціна Сяргееўна Ціманоўская, Łacinka: Kryscina Siarhiejeŭna Cimanoŭskaja, phát âm tiếng Belarus: [t͡simanˈɔwskaː]; tiếng Nga: Кристина Сергеевна Тимановская, phát âm tiếng Nga: [tɪmənˈofskəː]; sinh ngày 19 tháng 11 năm 1996) là một vận động viên chạy nước rút người Belarus. Cô đã giành huy chương bạc nội dung 100 mét tại Giải vô địch điền kinh U23 châu Âu 2017, huy chương vàng nội dung 200 mét tại Giải thi đấu mùa hè 2019 tổ chức tại Naples, Ý và huy chương bạc nội dung đồng đội tại Đại hội thể thao châu Âu 2019 tổ chức tại Minsk, Belarus.
Tsimanouskaya đủ điều kiện tham gia Thế vận hội Mùa hè 2020 ở nội dung 100 m và 200 m. Vào ngày 30 tháng 7 năm 2021, trong khi diễn ra Thế vận hội, cô đã cáo buộc các quan chức của Ủy ban Olympic Belarus ép cô thi đấu trong cuộc đua tiếp sức 4×400 m mà không có sự đồng ý của cô. Vào ngày 1 tháng 8 năm 2021, Tsimanouskaya đã bị các thành viên của đội cưỡng bức đưa đến Sân bay Haneda. Tại sân bay, cô từ chối lên chuyến bay trở về Belarus và được cảnh sát bảo vệ trước khi xin tị nạn ở Ba Lan. Đại sứ quán Ba Lan ở Nhật Bản đã đưa cô vào trong khuôn viên của sứ quán này ngày 2 tháng 8.

## Tuổi thơ
Krystsina Siarheyeuna Tsimanouskaya sinh ra ở Klimavichy, một thị trấn ở phía đông Belarus. Mặc dù Tsimanouskaya thường chạy để giải trí khi còn nhỏ, cô tham gia thi đấu điền kinh khá muộn, sau khi nhận được lời đề nghị từ một huấn luyện viên Olympic để gia nhập học viện của anh khi cô khoảng 15 tuổi. Cha mẹ cô ban đầu lo lắng, nghĩ rằng cô sẽ không đạt được sự nghiệp trong thể thao; họ đã bị Tsimanouskaya và bà của cô thuyết phục.

## Tị nạn
Vào ngày 30 tháng 7 năm 2021, Tsimanouskaya ghi lại một video trên Instagram chỉ trích các quan chức từ Ủy ban Olympic Belarus (NOC RB), nói rằng họ đã ép cô chạy trong cuộc đua tiếp sức 4 × 400 m, quãng đường mà cô chưa bao giờ thi đấu mà không có sự đồng ý của cô. Lý do cho việc này là vì các vận động viên thi đấu môn này trượt kiểm tra doping và không được phép thi đấu do thiếu xét nghiệm, và cô cũng đổ lỗi cho NOC RB về việc này. Vào ngày 1 tháng 8 năm 2021, truyền thông Belarus đã đưa tin về nỗ lực cưỡng bức trao trả Tsimanouskaya cho Belarus. Tổ chức Đoàn kết Thể thao Belarus (BSSF) đã kêu gọi các nhà báo và thành viên cộng đồng người Belarus ở Nhật Bản đến gặp Tsimanouskaya tại Sân bay Haneda ở Tokyo. Cô đã thu hút sự chú ý của các nhân viên cảnh sát tại nhà ga sân bay, và họ đã đưa cô vào trại bảo vệ tại một khách sạn ở sân bay qua đêm. Tsimanouskaya nói với các nhà báo rằng cô sợ phải quay trở lại Belarus, và định xin tị nạn ở Áo.
Khi tin tức này được truyền thông quốc tế đăng tải, một số quốc gia, bao gồm Cộng hòa Séc và Ba Lan, nói rằng họ sẵn sàng cấp thị thực và bảo vệ cho cô. Vào ngày 2 tháng 8, cô vào Đại sứ quán Ba Lan ở Tokyo và được cấp thị thực vào nước này; một nguồn tin cho biết cô đã bắt đầu quá trình xin tị nạn tại đó. Chồng của Tsimanouskaya, vận động viên chạy nước rút Arseniy Zdanevich, đã bỏ trốn đến Ukraina sau khi biết tin về vợ, và nói rằng anh không ngần ngại bỏ chạy ngay khỏi Belarus. Cha mẹ Tsimanouskaya nói với cô đừng trở lại Belarus, trong khi các báo cáo nói rằng cha mẹ và bà của cô đã được cảnh sát đến thăm. Ủy ban Olympic Quốc tế (IOC) xác nhận rằng họ cũng đang bảo vệ Tsimanouskaya, và UNHCR đã có liên hệ. Chính phủ Nhật Bản cũng cam đoan rằng họ sẽ đảm bảo Tsimanouskaya được an toàn. Vào ngày 3 tháng 8, cô đã được cấp thị thực nhân đạo tại Nhật Bản, và Bộ trưởng Ngoại giao Nhật Bản Toshimitsu Motegi thông báo rằng Tsimanouskaya đang ở trong "tình trạng an toàn".
Tsimanouskaya được cho là đã chọn xin tị nạn ở Ba Lan, mặc dù phần lớn các quốc gia Tây Âu đã đề nghị được bảo vệ cô vào cuối ngày hôm đó, vì Ba Lan đã nói rõ về việc sẽ cho cô cơ hội tiếp tục thi đấu. Mặc dù các vận động viên Belarus khác đã trực tiếp chỉ trích nhà lãnh đạo quốc gia Alexander Lukashenko, và một số người trong số họ đã bị cấm và bỏ tù vì tham gia các cuộc biểu tình, Zdanevich nói với báo chí rằng hai vợ chồng anh chỉ là vận động viên và không quan tâm đến chính trị hoặc phong trào đối lập. Tuy nhiên, sau những lời chỉ trích của Tsimanouskaya đối với các huấn luyện viên quốc gia và mô tả nỗ lực cưỡng bức cô hồi hương, nhiều người ủng hộ chính phủ Belarus đã gửi tin nhắn đe dọa Tsimanouskaya; BSSF xác định tính mạng của Tsimanouskaya sẽ gặp nguy hiểm nếu cô trở lại Belarus, và tài trợ vé máy bay để cô bay đến Warsaw.
NOC RB do Lukashenko và con trai ông, Viktor Lukashenko cùng đứng đầu. IOC đã cấm cả hai người này tham dự Thế vận hội Tokyo 2020 sau các cáo buộc từ các vận động viên Belarus. NOC RB, cũng đã rút Tsimanouskaya khỏi cuộc thi sau video trên Instagram, cho biết vào ngày 1 tháng 8 rằng họ lo ngại về "trạng thái cảm xúc và tâm lý [...] của vận động viên này theo các bác sĩ". Tsimanouskaya cho biết cô không gặp bất kỳ bác sĩ nào. Một số vận động viên Belarus đã lên tiếng ủng hộ Tsimanouskaya, trong khi những người khác lên án cô. Một số người được The Guardian liên hệ đã từ chối phỏng vấn, muốn tránh xa chính trị. Tổ chức Ân xá Quốc tế báo cáo rằng các vận động viên có nhiều khả năng trở thành mục tiêu của chính phủ Lukashenko do sở thích cá nhân của Lukashenko đối với thể thao: các vận động viên Belarus được nhà nước ưu ái, và vì vậy việc lên tiếng chỉ trích bị coi là phản bội.
Vào ngày 3 tháng 8, IOC đã mở một cuộc điều tra về vụ việc, yêu cầu NOC RB giải thích lý do tại sao họ ép Tsimanouskaya hồi hương vào cuối ngày. IOC cũng đã liên hệ với các quan chức của Ủy ban Olympic Ba Lan (PKOI) về việc Tsimanouskaya sẽ tiếp tục thi đấu.